# Gościkowo (stacja kolejowa)
Gościkowo – stacja kolejowa na linii nr 375 w Gościkowie, w województwie lubuskim, w Polsce.